# Sabrina Parlatore
Sabrina Parlatore (São Paulo, 24 de novembro de 1974) é uma apresentadora e cantora brasileira.

## Carreira

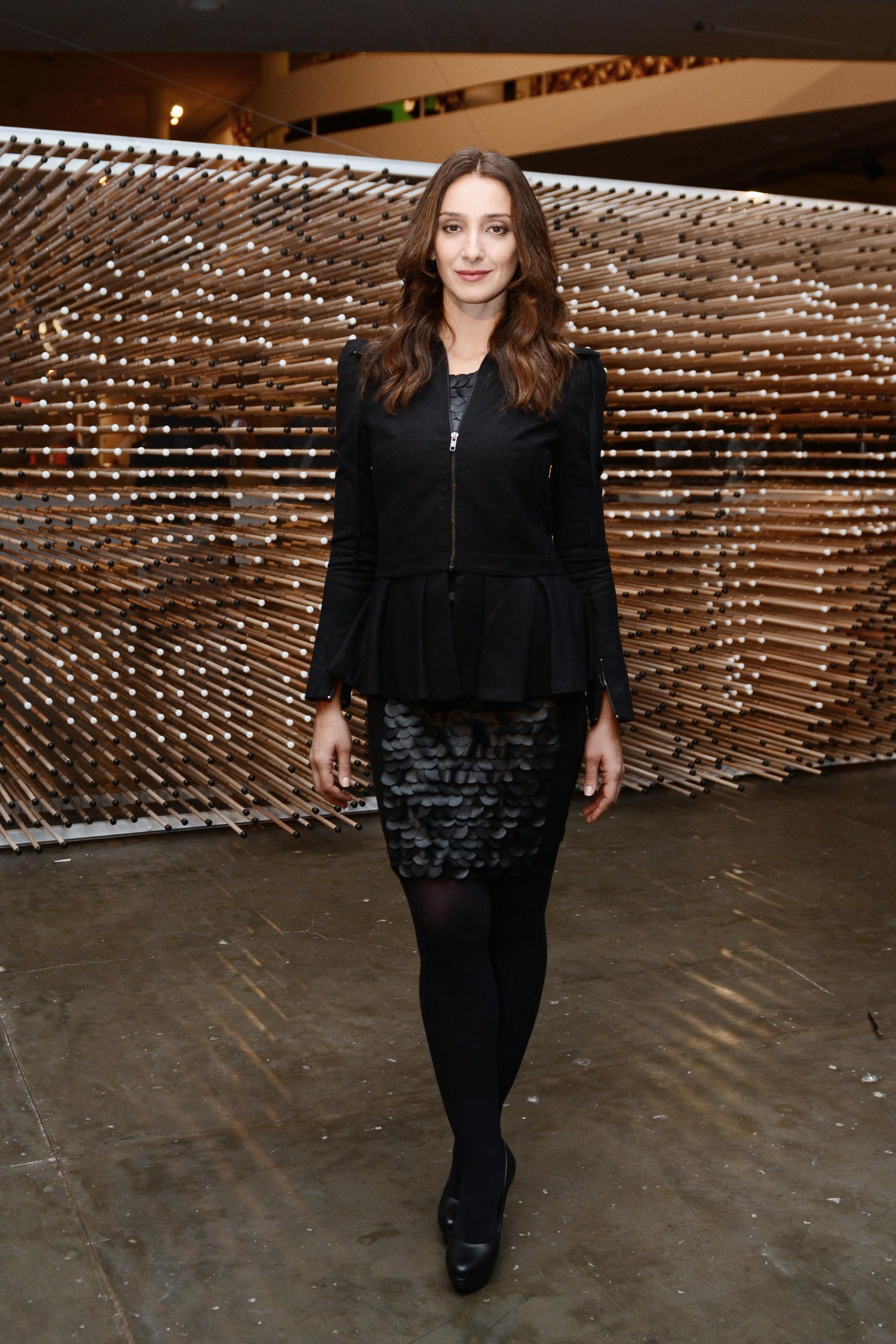
Sabrina no São Paulo Fashion Week em Junho de 2011

Em 1995, realizou um teste na MTV Brasil e foi aprovada para apresentar o Non Stop MTV. Daí em diante, ainda na emissora, apresentou o Disk MTV por quatro anos, no qual obteve muito sucesso, além do Resposta MTV, Suor MTV e Luau MTV.
Já no ano 2000, fez reportagens para o curso de Educação Ambiental do Telecurso 2000. 1 ano antes, em 1999, mudou para a TV Bandeirantes, onde comandou os programas Território Livre, Super Positivo, Deu Praia, Clipmania e o quadro esportivo Geral, dentro do Show do Esporte.
Em 2005, foi para a TV Cultura, onde apresentou o programa Vitrine durante seis anos ao lado de Rodrigo Rodrigues.
Em 2011, Sabrina assinou contrato com o canal Glitz* e passou a apresentar o programa "Update".
Entre 2011 e 2014 apresentou também o red carpet do Oscar para o canal TNT. Neste ano ainda estreou como cantora, tendo feito aproximadamente 40 shows da turnê "De Gershwin a Tom Jobim" em que cantou standards do jazz, da bossa nova e da MPB.
Em 2017, participou do programa Popstar, reality da rede Globo.

## Vida pessoal
Em 2015, Sabrina foi diagnosticada com câncer de mama. Sabrina enfrentou problemas menstruais, incluindo uma menopausa precoce, graças ao tratamento agressivo que fez para combater a doença. Depois do tratamento, Sabrina hoje está curada.

## Filmografia
| Ano     | Título           | Personagem    | Notas             | Emissora          |
| ------- | ---------------- | ------------- | ----------------- | ----------------- |
| 1995    | Non Stop MTV     | Apresentadora |                   | MTV Brasil        |
| 1996–00 | Disk MTV         | Apresentadora |                   | MTV Brasil        |
| 1996–00 | Top 20 Brasil    | Apresentadora |                   | MTV Brasil        |
| 1996–00 | Luau MTV         | Apresentadora | Especial de verão | MTV Brasil        |
| 1996–00 | Resposta MTV     | Apresentadora |                   | MTV Brasil        |
| 2000    | Suor MTV         | Apresentadora | Especial de verão | MTV Brasil        |
| 2000    | Território Livre | Apresentadora |                   | Rede Bandeirantes |
| 2001    | Deu Praia        | Apresentadora | Especial de verão | Rede Bandeirantes |
| 2001–02 | Superpositivo    | Apresentadora |                   | Rede Bandeirantes |
| 2001–04 | ClipMania        | Apresentadora |                   | Rede Bandeirantes |
| 2005–11 | Vitrine          | Apresentadora |                   | TV Cultura        |
| 2011–14 | Update           | Apresentadora |                   | Glitz*            |
| 2017    | Popstar          | Participante  | Temporada 1       | TV Globo          |